# 静岡硬式野球倶楽部
静岡硬式野球倶楽部（しずおかこうしきやきゅうくらぶ）は、静岡県静岡市に本拠地を置き、日本野球連盟に加盟する社会人野球のクラブチームである。

## 概要
1981年に、静岡県立静岡商業高等学校、静岡県立静岡高等学校のOB選手を中心に『静岡クラブ』として結成。
1989年、チーム名を『静岡硬式野球倶楽部』に改称。
現在は、ほとんどの選手が地元の高校や大学を卒業した選手で、硬式野球を愛する選手運営により結成されている。
1990年、全日本クラブ野球選手権大会で初優勝を達成した。

## 設立・沿革
- 1981年 - 『静岡クラブ』として設立
- 1988年 - 全日本クラブ野球選手権大会において準優勝
- 1989年 - 『静岡硬式野球倶楽部』に改称
- 1990年 - 全日本クラブ野球選手権大会で初優勝
- 2003年 - 全日本クラブ野球選手権大会において準優勝
- 2006年 - 中日本クラブカップ　優勝

## 主要大会の出場歴・最高成績
- 全日本クラブ野球選手権：出場9回、優勝1回（1991年）、準優勝2回（1988年　2003年）
- ナショナルクラブベースボールシリーズ：出場2回、優勝1回（2006年）